# Tates, mames, kinderlech
Tates, mames, kinderlech (jid. טאַטעס מאַמעס קינדערלעך, pol. Ojcowie, matki, dzieci), także: Barikadn (jid. באַריקאַדן, Barykady) – piosenka jidysz z lat 20. XX w. związana z Bundem, autorstwa Szmerke Kaczergińskiego  w Wilnie w 1926. Piosenka stanowi opis strajku robotniczego w Łodzi, w trakcie którego mężczyźni, kobiety i dzieci biorą udział w budowie barykad na ulicach miasta. Autor piosenki – Szmerke Kaczergiński (późniejszy działacz komunistyczny i bojownik) miał 15 lat w momencie jej napisania. Piosenka szybko zyskała na popularności wśród społeczności żydowskiej w Polsce.

## Tekst piosenki
| Oryginalny tekst jidysz | Transkrypcja | angielskie tłumaczenie | polskie tłumaczenie |
| --- | --- | --- | --- |
| טאַטעס מאַמעס קינדערלעך בױען באַריקאַדן אױף די גאַסן גײען אַרום אַרבעטער־אָטריאַדן ס׳איז דער טאַטע פֿרי פֿון שטוב אַוועק אױף דער פֿאַבריק וועט ער שױן אין שטיבעלע ניט קומען הײַנט צוריק ס׳ווײסן גוט די קינדערלעך דער טאַטע וועט ניט קומען ס׳איז דער טאַטע הײַנט אין גאַס מיט זײַן ביקס פֿאַרנומען ס׳איז די מאַמע אױך אַוועק אין גאַס פֿאַרקױפֿן עפּל שטײען אין קיך פֿאַריתומטע די טעלער מיטן טעפּל ס׳וועט ניט זײַן קײן וועטשערע זאָגט חנהלע די יאַטן ווײַל די מאַמע איז אַוועק צוהעלפֿן דעם טאַטן | Tates, mames, kinderlech, bojen barikadn, ojf di gasn gejen arum arbeter-otrjadn. s'iz der tate fri fun shtub avek ojf der fabrik, vet er shojn in sztibele nit kumen hajnt curik. s'wejsn gut di kinderlech, der tate wet nit kumen, s'iz der tate hajnt in gas mit zajn biks farnumen. s'iz di mame ojch awek w gazie farkojfn epl, sztejen w kich farjosemte di teler mitn tepl. — s'wet nit zajn kejn wetszere — zogt khanele di jatn, — wajl di mame iz awek cuhelfn dem tatn... | Fathers, mothers, children, raising barricades, Workers' battalions taking to the streets. Father left home early, to the factory gone, Won't be coming home to us any time too soon. The kids know well the reason why father won't return, He's taken to the streets today and brought along his gun. Mother too is in the street, off to sell some apples, Leaving orphaned in the kitchen all the pots and dishes. Don't expect to eat supper, says Khanele to the boys, Because Mother has gone to help Father... | Ojcowie, matki, dzieci, wznoszące barykady, Bataliony robotnicze wychodzą na ulice. Ojciec wcześnie wyszedł z domu, wyszedł do fabryki, Nie wrócimy do nas od domu w najbliższym czasie. Dzieci dobrze znają powód, dla którego ojciec nie wraca, Wyszedł dziś na ulice i wziął swoją broń. Matka też jest na ulicy, żeby sprzedać trochę jabłek, Zostawiając osierocone w kuchni wszystkie garnki i naczynia. Nie oczekuj, że zjesz kolację, mówi Khanele do chłopców, Bo matka poszła pomóc ojcu... |